# Lucinda Whitty
Lucinda Whitty (9 de novembre de 1989) és una marinera australiana. Ella va representar a Austràlia als Jocs Olímpics de 2012 en navegació.

## Vida personal
Sobrenomenada Lu, Whitty va néixer el 9 de novembre de 1989 a Sydney. Jeremy Whitty és el seu pare i ha competit en diverses carreres de vela. Va assistir a Lane Cove Public School abans d'anar a escola secundària en SCEGGS Darlinghurst. Es va matricular a la Universitat de Tecnologia de Sydney el 2008 i es va inscriure a partir de 2012. Ella està treballant en un Bachelor of Business. Des de 2012, viu a Sydney.
Whitty és de 167 centímetres d'alt i pesa 63 quilograms.

## Carrera
Whitty és una marinera, que actua com una arquera. Quan tenia cinc anys, va començar a participar en l'esport. El vaixell en què competeix és Only Racing i és operat per la seva companya d'equip Olivia Price. Ella ha estat entrenada per Euan McNicol des de 2010. La seva base d'entrenament primari és Sydney, amb una base d'entrenament secundària a Weymouth.